# Mulini della valle delle Pissote
I Mulini della valle delle Pissote sono collocati a nord del comune di Brentino Belluno in provincia di Verona, nella valle che il Rio Bissolo ha scavato nel tempo scendendo dal Monte Baldo verso l'Adige.

## Idrografia
L'idrografia è uno degli elementi fondamentali di tutto il Monte Baldo, i corsi d'acqua della zona a Nord di Brentino confluiscono nel Rio Bissolo che a sua volta confluisce nell'Adige proprio in prossimità del comune di Brentino. Si tratta del corso d'acqua che scende fiancheggiando il santuario della Madonna della Corona. La costanza dell'andamento idrometrico del Rio Bissolo ha permesso ai mulini di essere efficacemente utilizzati, e questo è testimoniato dalla costruzione di una centrale idroelettrica proprio più a Nord delle tre strutture.

## Storia
I mulini della Valle delle Pissote sono tre: il Mulino di Sopra, il Mulino di Sotto e il Mulino del Padovan. 

### Mulino di Sopra e Mulino di Sotto
Il Mulino di Sopra, detto anche mulino “del Gusto Molinar” è quello posizionato più a Nord dei tre mulini. Questo mulino, insieme a quello di Sotto vengono comprati da Gaetano Sartori e la sua famiglia nella seconda metà dell'Ottocento. Il mulino era composto da una singola ruota che lavorava tutto l'anno, anche se è possibile che in un primo e breve momento fossero ben due. Il grano da macinare proveniva dal comune di Brentino stesso e da quelli vicini con una produttività che seguiva l'agricoltura di sussistenza tipica della zona e che ricalcava modalità in uso fin dal medioevo. L'acqua della cascata tramite un canale in legno veniva convogliata per azionare la ruota e quindi la macina. Il ritrovamento di evidenze di lavorazione del riso hanno fatto supporre che venisse macinato anche quest'ultimo anche se è solo una supposizione, soprattutto visto che poteva giungere dalla bassa veronese. L'attività dei mulini passò ai figli di Gaetano: Nicola e Francesco Sartori. Con l'inizio della Prima Guerra Mondiale il fronte è molto vicino e il paese si riempie di soldati. In quegli anni Nicola Sartori subisce una paralisi che gli impedisce di lavorare come mugnaio, è così che la moglie Vittoria prende in mano l'attività convertendo il Mulino di Sopra in una mensa militare per sottoufficiali. Nel 1919 inizia la costruzione della centrale idroelettrica, proprio nei pressi del mulino, questo concede alla famiglia di continuare l'attività di mensa per i lavoratori alla costruzione della centrale. Nel 1922 la centrale idroelettrica è terminata e l'attività dei mulini riprende a bassa intensità. Dopo qualche anno, il mulino viene venduto ad Augusto Magagnotti, ponendo fine all'attività della famiglia Sartori. Il Mulino di Sotto, detto anche “Mulin Vecio”, si trova posizionato più a Sud rispetto a quello di Sopra e dopo la vendita di quest'ultimo rimane di proprietà di Francesco Sartori. Pur rimanendo proprietà della famiglia Sartori, il mulino non riprenderà mai la sua attività originaria, diventando un magazzino e la casa della famiglia. Alla fine degli anni Cinquanta anche il Mulino di Sotto venne venduto ad un certo Rino Dall'Ora che ne fece la sua abitazione privata.

### Mulino del Padovan
Si tratta del mulino più ad Est dei tre. Era di proprietà dei conti Rizzardi, in particolare del generale di artiglieria Rizzardo Rizzardi. Il mulino era affittato da parte dei conti alla famiglia di mugnai Magagnotti. Il Mulino lavorava tutto l'anno, utilizzando tutte e tre le sue ruote per la macina di grano e frumento. La materia prima veniva ritirata direttamente dalla famiglia Magagnotti che si faceva pagare per lo più con una percentuale del macinato. Non erano rari i litigi tra i mugnai e gli agricoltori. Nel 1925 il conte Rizzardi formò, insieme ai contadini della zona un consorzio agrario finalizzato all'irrigazione dei campi, e con questo cedette il mulino al consorzio. La famiglia Magagnotti in questa maniera non fu più in grado di utilizzare il mulino e decise di comprare il Mulino di Sopra dalla famiglia Sartori. Il Mulino del Padovan venne messo in affitto come abitazione privata e solo dopo la seconda guerra mondiale quest'ultimo fu venduto ad un certo Albertini Giovanni, detto “el Padovan”.
Dopo la guerra solo il Mulino di Sopra rimase in attività per qualche anno, fino al suo abbandono che coincise con la fine del medioevo agricolo anche nella Valle delle Pissote; il mulino a movimento idraulico fu considerato superato con l'utilizzo di tecnologie più avanzate che prevedevano l'uso dell'energia elettrica.